# Mouriscas
Mouriscas ist eine Gemeinde (Freguesia) in Portugal.

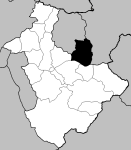
Lage von Mouriscas im Kreis

Mouriscas gehört zum Kreis Abrantes im Distrikt Santarém, besitzt eine Fläche von 35,0 km² und hat 1480 Einwohner (Stand 19. April 2021). Der Ort liegt im nördlichen Einzugsgebiet des Flusses Tajo.

## Sehenswürdigkeiten

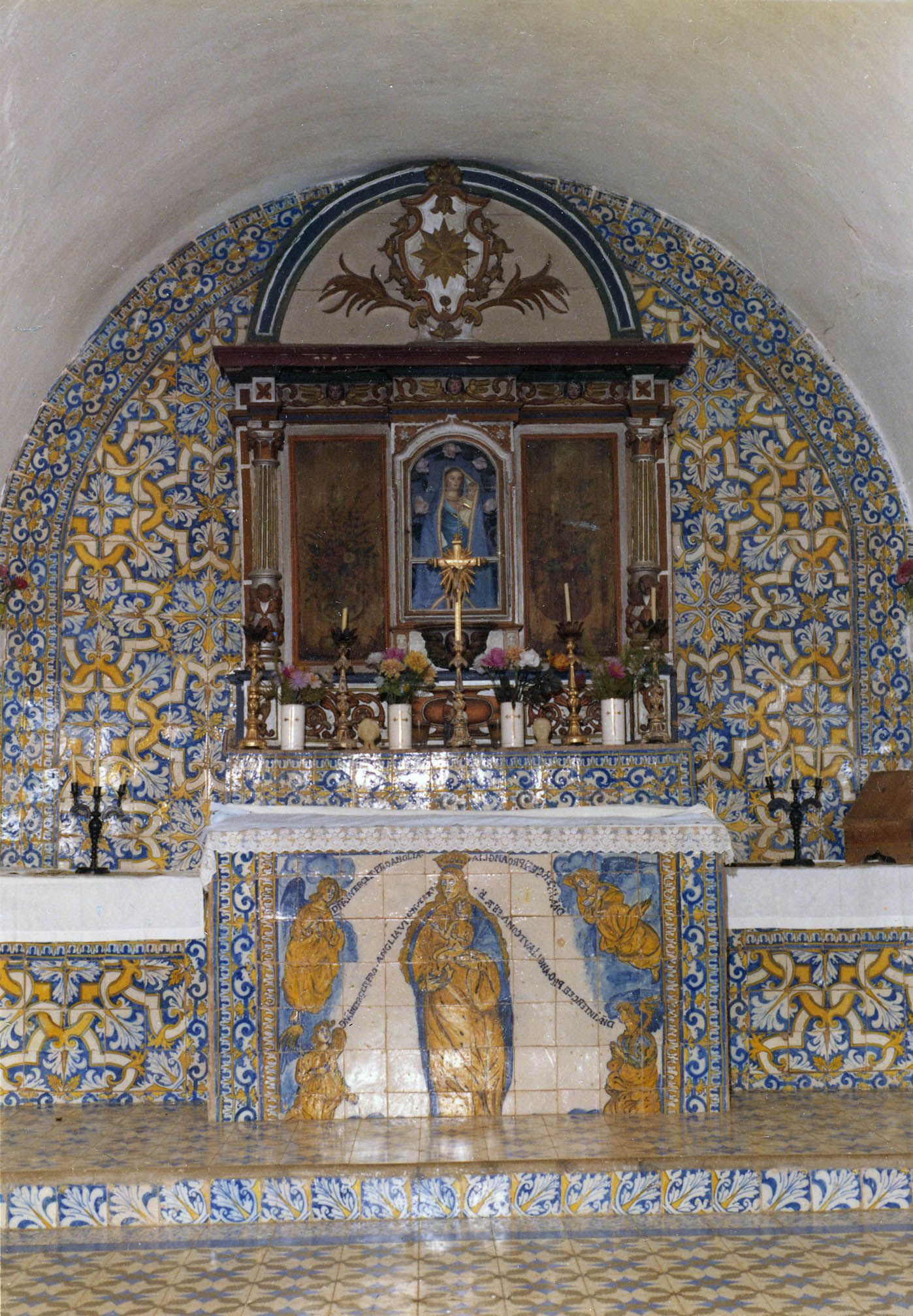
Altar der Kapelle

Die Kapelle "de Nossa Senhora dos Matos" stammt aus dem 17. Jahrhundert. Ihre Gründung geht auf eine britische Adelsfamilie zurück. Ihr Altar weist ein Fliesenmosaik auf, der vier Engel um die Madonna zeigt sowie ein Spruchband mit der "Bitte um die Fürsprache Unserer Lieben Frau zum Aussterben der protestantischen Häresie in England".